# Rio Grande Valley Vipers
Die Rio Grande Valley Vipers sind ein US-amerikanisches Basketballteam in der NBA G-League, das in Edinburg, Texas beheimatet ist.

## Geschichte
Nach dem Ende der Saison 2007 dehnte sich die G-League weiter nach Texas aus bis nach Hidalgo, Texas. Sie kündigten an, das Team würde den Namen „Vipers“ tragen. In ihrer Debüt-Saison beendeten sie die Spielzeit mit 21 gewonnenen und 29 verlorenen Spielen und konnten sich damit nicht für die Playoffs qualifizieren. In der nächsten Saison beendeten sie die Saison mit genau mit derselben Statistik wie ein Jahr zuvor mit 21 Siegen und 29 Niederlagen und scheiterten an ihrem Ziel, in die Playoffs zu kommen.
Im Jahr 2009 kamen die Vipers und die Houston Rockets zu einer Partnerschaft, in der die Rockets die Basketballdinge der Vipers kontrollierte und regelte, während das Franchise weiterhin dem lokalen Besitzer gehörte. Dies hatte eine enorme Wirkung in dieser Saison, als die Vipers 34 ihrer 50 Spiele gewannen. Angeführt von Liga-MVP Mike Harris und Trainer des Jahres Chris Finch wurden sie Erster in der Western Conference und nahmen zum ersten Mal an den Playoffs teil. In den Playoffs schlugen die Vipers sowohl Reno und Austin in 3 Spielen und gewannen in den Finals gegen Tulsa mit einem Sweep. Im nächsten Jahr kamen die Vipers wieder ins Finale, wurden dort aber in 3 Spielen von Iowa besiegt.
2012/2013 zogen die Vipers erneut bis ins Finale um die Meisterschaft ein und besiegten dort mit 2:0 Spielen die Santa Cruz Warriors und sicherten sich den Titel 2013.
Nach der Saison 2017/2018 zogen die Vipers von Hidalgo nach Edinburg, wo 2018 die neue Bert Ogden Arena eröffnet wurde.

## Bekannte ehemalige und aktuelle Spieler
- Patrick Beverley
- Aaron Brooks
- Shannon Brown
- Isaiah Hartenstein
- Vernon Macklin
- Rich Melzer
- Marcus Morris
- Steve Novak
- Tim Ohlbrecht
- Patrick Patterson
- Cedric Simmons